# Oceania Women's Sevens Championship 2022
El Oceania Women's Sevens Championship de 2022 fue la decimosegunda temporada del torneo de selecciones nacionales femeninas de Oceanía de rugby 7.
El torneo se disputó en el Navigation Homes Stadium de la ciudad de Pukekohe, Nueva Zelanda.

## Equipos participantes
- Australia
- Fiyi
- Black Ferns Ma
- Black Ferns Pango

## Resultados
| Pos. | Equipo            | Encuentros | Encuentros | Encuentros | Encuentros | Tantos  | Tantos    | Tantos     | Puntos |
| Pos. | Equipo            | jugados    | ganados    | empatados  | perdidos   | a favor | en contra | diferencia | Puntos |
| ---- | ----------------- | ---------- | ---------- | ---------- | ---------- | ------- | --------- | ---------- | ------ |
| 1    | Black Ferns Ma    | 6          | 6          | 0          | 0          | 135     | 60        | 75         | 18     |
| 2    | Australia         | 6          | 4          | 0          | 2          | 117     | 91        | 26         | 14     |
| 3    | Fiyi              | 6          | 1          | 0          | 5          | 84      | 119       | –35        | 8      |
| 4    | Black Ferns Pango | 6          | 1          | 0          | 5          | 70      | 136       | –66        | 8      |

Nota: Se otorgan 3 puntos al equipo que gane un partido, 2 al que empate y 1 al que pierda
| Bandera de Nueva Zelanda |
| Campeón Nueva Zelanda    |
| 5.to título              |